# Liste des cavités naturelles les plus profondes des Hautes-Alpes
La liste des cavités naturelles les plus profondes des Hautes-Alpes recense, sous forme de tableau(x), les cavités souterraines naturelles connues dans ce département français, dont le dénivelé est supérieur ou égal à cent mètres.
La communauté spéléologique considère qu'une cavité souterraine naturelle n'existe vraiment qu'à partir du moment où elle est « inventée » c'est-à-dire découverte (ou redécouverte), inventoriée, topographiée et publiée. Bien sûr, la réalité physique d'une cavité naturelle est la plupart du temps bien antérieure à sa découverte par l'homme ; cependant tant qu'elle n'est pas explorée, mesurée et révélée, la cavité naturelle n'appartient pas au domaine de la connaissance partagée.
La liste spéléométrique des 47 plus profondes cavités naturelles des Hautes-Alpes (≥ cent mètres) est actualisée à décembre 2022.
La plus profonde cavité souterraine naturelle répertoriée dans le département des Hautes-Alpes est « le chourum des Aiguilles », sur la commune de Dévoluy (cf. ligne 1 du tableau ci-dessous).
| \| Histogramme de la répartition des plus profondes cavités naturelles des Hautes-Alpes par classe de dénivelé -- Les 47 cavités citées fin 2022 sont réparties en 4 classes de dénivelé -- \| \| \| \| \| \| \| \| \| \| \| \| \| \| \| classe I >= 500 m 6 cavité[s] \| classe II >= 200 m et < 500 m 18 cavités \| classe III >= 150 m et < 200 m 8 cavités \| classe IV >= 100 m et < 150 m 15 cavités \| \| |                               |                                          |                                          |                                          |  |
| Le graphique qui aurait dû être présenté ici ne peut pas être affiché car il utilise l'ancienne extension Graph, désactivée pour des questions de sécurité. Des indications pour créer un nouveau graphique avec la nouvelle extension Chart sont disponibles ici . |                               |                                          |                                          |                                          |  |
| Histogramme de la répartition des plus profondes cavités naturelles des Hautes-Alpes par classe de dénivelé -- Les 47 cavités citées fin 2022 sont réparties en 4 classes de dénivelé -- |                               |                                          |                                          |                                          |  |
| |                               |                                          |                                          |                                          |  |
| | classe I >= 500 m 6 cavité[s] | classe II >= 200 m et < 500 m 18 cavités | classe III >= 150 m et < 200 m 8 cavités | classe IV >= 100 m et < 150 m 15 cavités |  |

## Cavités des Hautes-Alpes (France) dont la dénivellation est supérieure à 500 mètres
6 cavités sont recensées dans cette « classe I » au 31-12-2022.
| Réf. | Cavité (autres noms)             | Commune | Massif ou zone    | Coordonnées (WGS 84)        | Dénivel. (mètres) | Développe. (mètres) | Sources ou références                                                                        | Mise à jour |
| ---- | -------------------------------- | ------- | ----------------- | --------------------------- | ----------------- | ------------------- | -------------------------------------------------------------------------------------------- | ----------- |
| 1    | Chourum des Aiguilles            | Dévoluy | Massif du Dévoluy | 44° 40′ 36″ N, 5° 49′ 13″ E | +980, m           | +6 100, m           | Spéléo Club Alpin de Gap & Voconcie no 21                                                    | 2000-12     |
| 2    | Tune des Renards                 | Dévoluy | Massif du Dévoluy | 44° 41′ 26″ N, 5° 50′ 24″ E | +946, m           | +2 780, m           | 18th Int. Congress of Speleology – SYMPOSIUM 02 – Caving and explorations & Spelunca no 172. | 2022-06     |
| 3    | Chourum des Beaux Yeux           | Dévoluy | Massif du Dévoluy |                             | +618, m           | +2 018, m           | Le Dauphiné                                                                                  | 2023-10     |
| 4    | Chourum du Frigo                 | Dévoluy | Massif du Dévoluy | 44° 39′ 52″ N, 5° 54′ 47″ E | +559, m           | +1 600, m           | Philippe Bertochio & Spéleo dossiers                                                         | 2013-09     |
| 5    | Chourum de la Combe des Buissons | Dévoluy | Massif du Dévoluy | 44° 41′ 59″ N, 5° 50′ 54″ E | +511, m           | +4 375, m           | Spéléométrie de la France & Voconcie no 16                                                   | 2000-12     |
| 6    | Chourum Lily-Rose                | Dévoluy | Massif du Dévoluy | 44° 40′ 49″ N, 5° 49′ 40″ E | +510, m           | +820, m             | Spéléo Club Aubenas & Spelunca no 153.                                                       | 2016-08     |

## Cavités des Hautes-Alpes (France) dont la dénivellation est comprise entre200 mètreset499 mètres
18 cavités sont recensées dans cette « classe II » au 31-12-2022.
| Réf. | Cavité (autres noms)             | Commune  | Massif ou zone    | Coordonnées (WGS 84)        | Dénivel. (mètres) | Développe. (mètres) | Sources ou références                         | Mise à jour |
| ---- | -------------------------------- | -------- | ----------------- | --------------------------- | ----------------- | ------------------- | --------------------------------------------- | ----------- |
| 7    | Chourum Picard IV                | Dévoluy  | Massif du Dévoluy | 44° 41′ 30″ N, 5° 50′ 40″ E | +479, m           | +2 515, m           | Spelunca no 119                               | 2010-07     |
| 8    | Baume de France                  | Dévoluy  | Massif du Dévoluy | 44° 42′ 31″ N, 5° 50′ 46″ E | +459, m           | +6 650, m           | Grottocenter, Voconcie no 19 & Voconcie no 20 | 2000-12     |
| 9    | Chourum du Goutourier            | Dévoluy  | Massif du Dévoluy | 44° 43′ 18″ N, 5° 49′ 28″ E | +431, m           | +1 453, m           | Voconcie no 19 & scialet n°24                 | 2000-12     |
| 10   | Chourum du Scarabée              | Dévoluy  | Massif du Dévoluy | 44° 41′ 36″ N, 5° 50′ 44″ E | +393, m           | +3 471, m           | Voconcie no 11                                | 2000-12     |
| 11   | Chourum des Fontaines            | Dévoluy  | Massif du Dévoluy | 44° 42′ 41″ N, 5° 50′ 54″ E | +379, m           | +1 850, m           | Voconcie no 12                                | 2000-12     |
| 12   | Chourums Dupont - Martin         | Dévoluy  | Massif du Dévoluy | 44° 43′ 03″ N, 5° 51′ 27″ E | +360, m           | +1 200, m           | Paul Courbon                                  | 2000-12     |
| 13   | Puits des Bans                   | Dévoluy  | Massif du Dévoluy | 44° 43′ 20″ N, 5° 54′ 57″ E | +342, m           | +1 920, m           | Spelunca no 106 & Spelunca no 109             | 2007-04     |
| 14   | Chourum du Chautet               | Dévoluy  | Massif du Dévoluy | 44° 44′ 49″ N, 5° 50′ 27″ E | +340, m           | +1 520, m           | Grottocenter                                  | 2000-12     |
| 15   | Chourum des Fruits               | Dévoluy  | Massif du Dévoluy | 44° 42′ 35″ N, 5° 50′ 27″ E | +335, m           | +2 200, m           | Scialet n°29 & Spelunca no 118                | 2010-04     |
| 16   | Chourums des Chaudron - Chaupins | Dévoluy  | Massif du Dévoluy | 44° 42′ 02″ N, 5° 50′ 54″ E | +309, m           | +1 310, m           | Voconcie no 4 & sspeleo.blogspot              | 2000-12     |
| 17   | Chourum La Fille                 | Dévoluy  | Massif du Dévoluy | 44° 39′ 52″ N, 5° 53′ 50″ E | +305, m           | +1 500, m           | Voconcie no 4 & Grottocenter                  | 2000-12     |
| 18   | Chourum du Piassou               | Dévoluy  | Massif du Dévoluy | 44° 43′ 04″ N, 5° 51′ 01″ E | +296, m           | +660, m             | Scialet n°27                                  | 2000-12     |
| 19   | Chourum de Soleil-Bœuf           | Dévoluy  | Massif du Dévoluy | 44° 42′ 58″ N, 5° 49′ 50″ E | +290, m           | +900, m             | Grottocenter                                  | 2000-12     |
| 20   | Chourum des Adroits              | Dévoluy  | Massif du Dévoluy | 44° 42′ 40″ N, 5° 50′ 13″ E | +260, m           | +840, m             | Voconcie no 12 & Scialet n°29                 | 2000-12     |
| 21   | Baume des Toulousains            | Dévoluy  | Massif du Dévoluy | 44° 43′ 29″ N, 5° 49′ 52″ E | +248, m           | +1 700, m           | Voconcie no 4 & Grottocenter                  | 2000-12     |
| 22   | Chourum Daniel                   | Dévoluy  | Massif du Dévoluy | 44° 41′ 44″ N, 5° 50′ 51″ E | +242, m           | +995, m             | Spelunca no 113 & Spéléo dossiers n°27        | 2009-01     |
| 23   | Chourum du Roti                  | Dévoluy  | Massif du Dévoluy | 44° 38′ 45″ N, 5° 54′ 19″ E | +240, m           | +780, m             | Voconcie no 4 & Grottocenter                  | 2000-12     |
| 24   | Réseau du Pic La Pare            | Montmaur | Massif du Dévoluy | 44° 37′ 29″ N, 5° 55′ 25″ E | +236, m           | +4 800, m           | Spéléo magazine no 69                         | 2010-03     |

## Cavités des Hautes-Alpes (France) dont la dénivellation est comprise entre150 mètreset199 mètres
8 cavités sont recensées dans cette « classe III » au 31-12-2022.
| Réf. | Cavité (autres noms) | Commune | Massif ou zone    | Coordonnées (WGS 84)        | Dénivel. (mètres) | Développe. (mètres) | Sources ou références                | Mise à jour |
| ---- | -------------------- | ------- | ----------------- | --------------------------- | ----------------- | ------------------- | ------------------------------------ | ----------- |
| 25   | Chourum de Bellot    | Dévoluy | Massif du Dévoluy | 44° 41′ 12″ N, 5° 50′ 37″ E | +192, m           | +378, m             | Spelunca no 78                       | 2000-12     |
| 26   | Chourum du Duc       | Dévoluy | Massif du Dévoluy | 44° 42′ 02″ N, 5° 51′ 19″ E | +192, m           | +1 225, m           | Voconcie no 8 & Voconcie no 21       | 2000-12     |
| 27   | Chourum Sans-Nom     | Dévoluy | Massif du Dévoluy | 44° 38′ 54″ N, 5° 53′ 49″ E | +185, m           | +850, m             | Voconcie no 4                        | 2000-12     |
| 28   | Baume Fromagère      | Dévoluy | Massif du Dévoluy | 44° 43′ 00″ N, 5° 50′ 14″ E | +167, m           | +800, m             | Voconcie no 4                        | 2000-12     |
| 29   | Chourum des Moutons  | Dévoluy | Massif du Dévoluy | 44° 41′ 23″ N, 5° 50′ 18″ E | +165, m           | +280,               | Voconcie no 17                       | 2000-12     |
| 30   | Chourum de la Frache | Dévoluy | Massif du Dévoluy | 44° 43′ 14″ N, 5° 51′ 44″ E | +152, m           | +250, m             | Voconcie no 21 & speleocl.cluster010 | 2012-12     |
| 31   | Trou du Dessus       | Dévoluy | Massif du Dévoluy | 44° 42′ 04″ N, 5° 50′ 35″ E | +150, m           | NC                  | Grottocenter                         | 2000-12     |
| 32   | Diaclase Soufflante  | Dévoluy | Massif du Dévoluy | 44° 42′ 05″ N, 5° 50′ 37″ E | +150, m           | NC                  | Grottocenter                         | 2000-12     |

## Cavités des Hautes-Alpes (France) dont la dénivellation est comprise entre100 mètreset149 mètres
15 cavités sont recensées dans cette « classe IV » au 31-12-2022.
| Réf. | Cavité (autres noms)             | Commune       | Massif ou zone    | Coordonnées (WGS 84)                       | Dénivel. (mètres) | Développe. (mètres) | Sources ou références                      | Mise à jour |
| ---- | -------------------------------- | ------------- | ----------------- | ------------------------------------------ | ----------------- | ------------------- | ------------------------------------------ | ----------- |
| 33   | Chourum Camarguier               | Dévoluy       | Massif du Dévoluy | 44° 42′ 58″ N, 5° 51′ 36″ E                | +147, m           | +550, m             | Voconcie no 4 & Grottocenter               | 2000-12     |
| 34   | Chourum de la Parza              | Dévoluy       | Massif du Dévoluy | 44° 43′ 40″ N, 5° 51′ 12″ E                | +145, m           | NC                  | Voconcie no 4 & Grottocenter               | 2000-12     |
| 35   | La Baume du Chariot              | Dévoluy       | Massif du Dévoluy | 44° 42′ 34″ N, 5° 50′ 48″ E                | +131, m           | +1 102, m           | Spelunca no 95 & Voconcie n°22             | 2004-09     |
| 36   | Baume en Z                       | Dévoluy       | Massif du Dévoluy | 44° 43′ 27″ N, 5° 50′ 23″ E                | +130, m           | +530, m             | Voconcie no 4 & Grottocenter               | 2000-12     |
| 37   | Grotte des Baumettes             | Dévoluy       | Massif du Dévoluy | 44° 39′ 38″ N, 5° 56′ 04″ E                | +130, m           | +600, m             | Grottocenter                               | 2000-12     |
| 38   | Baume du Vallonnet               | Dévoluy       | Massif du Dévoluy | 44° 42′ 03″ N, 5° 50′ 05″ E                | +126, m           | +1 550, m           | Scialet n°26                               | 2000-12     |
| 39   | Chourum de Tête Lapras           | Dévoluy       | Massif du Dévoluy | 44° 45′ 24″ N, 5° 50′ 04″ E                | +115, m           | NC                  | Spéléométrie de la France & Voconcie no 7  | 2000-12     |
| 40   | Chourum Clot                     | Dévoluy       | Massif du Dévoluy | 44° 42′ 07″ N, 5° 50′ 54″ E                | +114, m           | +805, m             | Spéléométrie de la France & Voconcie no 15 | 2000-12     |
| 41   | Gouffre de la Mortice            | Vars          | Pic de la Mortice | 44° 34′ 36″ N, 6° 45′ 56″ E                | +107, m           | NC                  | Spéléométrie de la France & Voconcie no 15 | 2000-12     |
| 42   | Trou de Sigaud                   | Pelleautier   | Montagne de Céüse | 44° 30′ 35″ N, 5° 57′ 42″ E                | +106, m           | +450, m             | Grottocenter                               | 2000-12     |
| 43   | Gouffre de la Crête de la Rortie | Freissinières | Massif des Écrins | 44° 45′ 15″ N, 6° 33′ 36″ E approximatives | +106, m           | +545, m             | Scialet n°29                               | 2000-12     |
| 44   | Chourum de Saint-Gicon           | Dévoluy       | Massif du Dévoluy | 44° 44′ 37″ N, 5° 54′ 49″ E                | +105, m           | NC                  | Grottocenter                               | 2000-12     |
| 45   | Baume des Sept Couronnes         | Dévoluy       | Massif du Dévoluy | 44° 43′ 22″ N, 5° 49′ 08″ E                | +105, m           | NC                  | Grottocenter                               | 2000-12     |
| 46   | Chourums des Tunes no 9 & 10     | Dévoluy       | Massif du Dévoluy | 44° 40′ 02″ N, 5° 55′ 51″ E                | +101, m           | +500, m             | Voconcie no 4 & Grottocenter               | 2000-12     |
| 47   | Fontaine de Crèvecœur            | Dévoluy       | Massif du Dévoluy | 44° 43′ 30″ N, 5° 54′ 55″ E                | +100, m           | NC                  | Grottocenter                               | 2000-12     |